# Большевик (Кировская область)
Большевик — поселок в Сунском районе Кировской области, административный центр Большевистского сельского поселения.

## География
Примыкает с севера к районному центру поселку Суна.

## История
Основан в 1978 году путем выделения из поселка Суна дворов колхозников хозяйства «Большевик». В поселке Дом культуры, библиотека, медпункт, центральная усадьба СХК «Большевик». В 1989 году 770 жителей.

## Население
| 2010 |
| ---- |
| 658  |

Постоянное население составляло 692 человека (русские 96 %) в 2002 году, 658 в 2010.